# Turbonilla enna
Turbonilla enna is een slakkensoort uit de familie van de Pyramidellidae. De wetenschappelijke naam van de soort werd voor het eerst geldig gepubliceerd in 1927 door Paul Bartsch.